# World's Biggest Bookstore
World's Biggest Bookstore est une ancienne librairie géante située dans la ville de Toronto, en Ontario, au Canada, au nord du Centre Eaton Toronto et de l'Atrium on Bay appartenant à la chaîne de magasins canadienne Indigo Books and Music. Ouvert de 1980 à 2014, ce magasin de trois étages couvrait 5 945 km² et se distinguait par ses plus de 20 kilomètres d'étagères.

## Historique
La librairie est fondée par les frères Jack (en) et Carl Cole (en), créateurs des librairies Jack (en) et Coles Bookstore (en).
Lors de son ouverture en 1980 dans les locaux d'une ancienne salle de bowling,, elle est la plus grande librairie du monde. Elle est dépassée, selon le Livre Guinness des records, en termes de surface par le Barnes & Noble de New York, bien que les librairies Strand de New York et Powell's Books de Portland soient généralement considérées comme les plus importantes en termes d'espace de rayons. Néanmoins, World's Biggest Bookstore a revendiqué le titre parce qu'elle proposait le plus grand nombre de titres. La librairie Barnes & Noble a fermé au début de l'année 2014. Le 22 décembre 2010, Maruzen et Junkodou Shoten ouvrent une librairie de 6 804 m² dans le quartier Umeda d'Osaka au Japon, dépassant ainsi les trois autres en termes de surface.

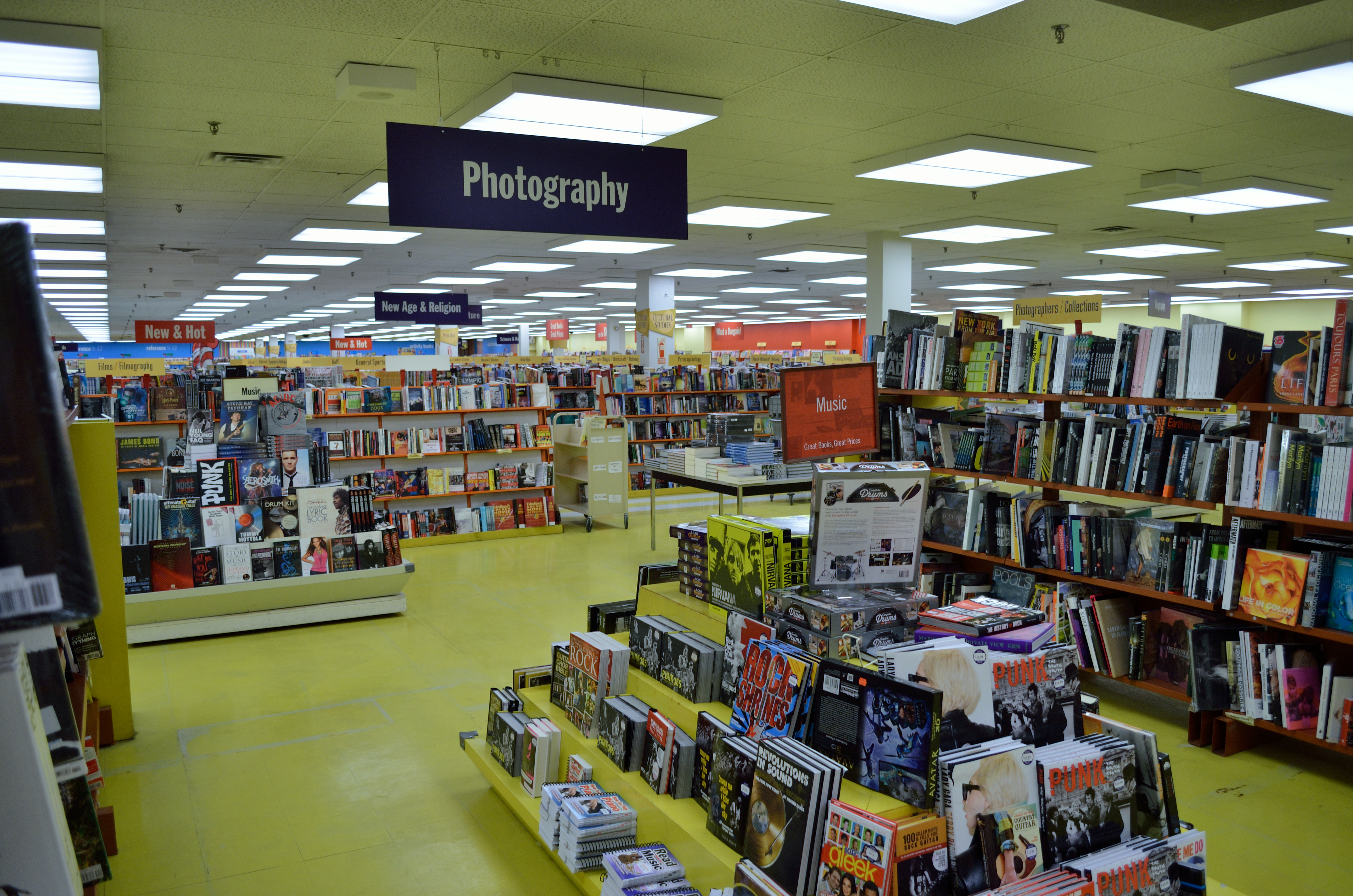
Intérieur

En 2009, l'enseigne ouvre une boutique de livres en français au deuxième étage du magasin.
Le magasin fait une brève apparition dans le film Appelez-moi Johnny 5, lorsque le personnage principal, un robot nommé Johnny 5, entre dans le magasin et crée le chaos en lisant des livres.
Le 20 juin 2012, il est annoncé que le bail du bâtiment du magasin, qui devait expirer fin 2013, ne serait pas renouvelé et que le magasin fermerait ses portes.
En novembre 2013, il est annoncé que la propriété avait été vendue à Lifetime Developments et que le magasin fermerait à la mi-février, et quitterait le bâtiment en avril. En février 2014, un communiqué de presse de Paracom Realty Corporation indique que le site sera réaménagé et loué à quatre restaurants conçus par Turner Fleisher Architects. La date de fermeture a été repoussée à la fin du mois de mars 2014. La librairie ferme ses portes le 30 mars 2014. La structure est démolie en novembre 2014. Le site est développé pour devenir un espace accueillant des bureaux. En octobre 2020, il est encore en construction.

## Publicité
À la fin des années 1990, les habitudes des clients en matière d'achat de livres ayant radicalement changé après le lancement de Chapters et d'Indigo, le magasin a choisi de renforcer son image « sans fioritures » en lançant une campagne de publicité comprenant les slogans suivants :
- « Comme d'autres librairies, nous avons des places assises. Mais pourquoi aggraver vos hémorroïdes ? »
- « Des livres à des prix si bas que même les personnes qui ne lisent pas très bien les achètent. »